# Pierre Morel-Danheel
 (janvier 2023).
 (janvier 2023).
La mise en forme du texte ne suit pas les recommandations de Wikipédia : il faut le « wikifier ».
Les points d'amélioration suivants sont les cas les plus fréquents. Le détail des points à revoir est peut-être précisé sur la page de discussion.
- Les titres sont pré-formatés par le logiciel. Ils ne sont ni en capitales, ni en gras.
- Le texte ne doit pas être écrit en capitales (les noms de famille non plus), ni en gras, ni en italique, ni en « petit »…
- Le gras n'est utilisé que pour surligner le titre de l'article dans l'introduction, une seule fois.
- L'italique est rarement utilisé : mots en langue étrangère, titres d'œuvres, noms de bateaux, etc.
- Les citations ne sont pas en italique mais en corps de texte normal. Elles sont entourées par des guillemets français : « et ».
- Les listes à puces sont à éviter, des paragraphes rédigés étant largement préférés. Les tableaux sont à réserver à la présentation de données structurées (résultats, etc.).
- Les appels de note de bas de page (petits chiffres en exposant, introduits par l'outil «  Source ») sont à placer entre la fin de phrase et le point final[comme ça].
- Les liens internes (vers d'autres articles de Wikipédia) sont à choisir avec parcimonie. Créez des liens vers des articles approfondissant le sujet. Les termes génériques sans rapport avec le sujet sont à éviter, ainsi que les répétitions de liens vers un même terme.
- Les liens externes sont à placer uniquement dans une section « Liens externes », à la fin de l'article. Ces liens sont à choisir avec parcimonie suivant les règles définies. Si un lien sert de source à l'article, son insertion dans le texte est à faire par les notes de bas de page.
- La présentation des références doit suivre les conventions bibliographiques. Il est recommandé d'utiliser les modèles {{Ouvrage}}, {{Chapitre}}, {{Article}}, {{Lien web}} et/ou {{Bibliographie}}. Le mode d'édition visuel peut mettre en forme automatiquement les références.
- Insérer une infobox (cadre d'informations à droite) n'est pas obligatoire pour parachever la mise en page.

Pour une aide détaillée, merci de consulter Aide:Wikification.
Si vous pensez que ces points ont été résolus, vous pouvez retirer ce bandeau et améliorer la mise en forme d'un autre article.
Pierre-François Morel-Danheel (Zandvoorde, 25 septembre 1773 - Dixmude, 13 mars 1856) est un homme politique, membre du Congrès national belge.

## Parcours de vie
Morel est issu d'une famille vivant principalement dans et autour des villages frontaliers linguistiques de Houthem, Warneton, Hollebeke et Zandvoorde. En raison de leur pragmatisme "syndicaliste" et de leur libre entreprise, il est parfois difficile de donner aux Morel une place bien définie dans les contradictions politiques et les grandes mutations sociales de leur époque, tant en termes de rapport entre Église et État qu'en termes d'éducation et d'emploi des langues.
Il est le fils de Gilles Morel (Hollebeke 1737- Zandvoorde 1815) et de Marie Bille (1747-1821), qui ont vécu à Zandvoorde, où Gilles est connu comme cultivateur et maître d'école. Ils ont trois enfants : Pierre, Catherine (1771-1845) et Jean-Baptiste (1775-1841). Ce dernier est maître d'école pendant 50 ans et sacristain à Zandvoorde pendant 25 ans.
Pierre Morel épouse Marie-Elisabeth Danheel (1773-1848) de Warneton le 7 mars 1796. Ils ont dix enfants, dont cinq meurent prématurément. 
- Maria ou sœur Gertrude des 'Sœurs de Notre-Dame' (1802 - Namur, 25 octobre 1831).
- Antonia ou sœur Antoinette, des 'Sœurs de la Présentation de Marie' (17 novembre 1803 - Sint-Eloois-Winkel, au presbytère, 11 décembre 1879).
- Maria Begga Joanna Francisca (9 janvier 1806 - Dixmude, 2 mai 1890). Elle épouse Gustave Vander Belen (1807) à Dixmude le 11 septembre 1833. Il est le fils du juge de paix (Louvain) Michel van der Belen (Louvain, 13 août 1770 - 11 avril 1844), qui devient membre de l'Assemblée constituante belge et député jusqu'à sa mort. Il est donc un collègue et un proche de Pierre-François Morel. Le couple reste sans enfant.
- François, prêtre et jésuite (8 mai 1808 - 27 juillet 1877).
- Fidèle (11 novembre 1809 - 27 août 1891), prêtre.

De 1796 à 1831, Pierre Morel-Danheel dirige un pensionnat pour l'enseignement primaire et secondaire (pensionnat Morel-Danheel) à Dixmude, où l'un des élèves est Johan Joseph Faict (1813-1894), qui devient plus tard évêque de Bruges. En 1826-1827, Ferdinand Van de Putte (1807-1882), y travaille comme précepteur. De futurs contremaîtres libéraux comme Pierre De Breyne et le docteur Auguste Woets (1800-1879) sont également élèves dans ce pensionnat.
La pension Morel-Danheel joue un rôle dans le développement des écoles de Dixmuide au XIXe siècle. Le changement d'activité professionnel de Pierre s'opère alors. Il devient conseiller municipal à Dixmude (1837-1856) et juge de paix suppléant (1832-1856). Il est également président de la fabrique d'églises de Diksmuide.

## Assemblée constitutionnelle et représentative
En 1830, il est élu membre du Congrès national aux côtés de Victor Buylaert pour le district de Dixmude.
Il engage le débat sur la liberté d'enseignement. Le désaccord s'intensifie sur la possibilité que le gouvernement puisse exercer une surveillance sur les établissements d'enseignement. C'est le franc-maçon Pierre Van Meenen qui propose un amendement sur ce point, soutenu par Morel. 
Lors de l'élection du chef d'État, il vote dans un premier temps pour le duc de Leuchtenberg. Il ne participe pas au vote pour élire Surlet de Chokier comme régent et dans la phase de débat ultérieure, il vote pour Léopold de Saxe-Cobourg. Il vote également, comme la grande majorité (161 voix contre 28), l'exclusion perpétuelle des Orange-Nassau de tout poste de pouvoir en Belgique.
De 1831 à 1845, il est député du district de Dixmude.

## Fidèle Morel
Son fils, Fidelis Martinus Ludovicus Morel (Dixmude, 11 novembre 1809 - Waregem, 27 août 1891), entre au séminaire de Gand et est ordonné prêtre le 22 décembre 1832. Il devient professeur de poésie à Bruges et à Poperinge et devient en 1839 « principal » du collège de Furnes. En 1851, il devient curé à Kerkhove et en 1858 à Winkel-Saint-Eloi.

## François Morel
Franciscus Joannes Jacobus Morel (Diksmuide, 8 mai 1808 - 27 juillet 1877) étudie à Fribourg (Suisse), avec Pierre De Decker et Jules Malou. De retour en Belgique, il entre au séminaire du diocèse de Gand et est ordonné prêtre le 22 décembre 1832, avec son jeune frère Fidèle et avec son cousin Prosper Morel. Pendant quelques années, il enseigne la philosophie au petit séminaire de Roulers. Il entre ensuite dans la Compagnie de Jésus, mais ne persévère pas. Ce sont peut-être des problèmes de santé qui le font revenir dans le clergé séculier diocésain. Dès lors, il séjourne à Dixmude, où il sert comme «habitant» ou prêtre assistant. Il est également cofondateur de la branche locale de la Fraternité Franciscus-Xaverius, qui se consacre à la jeunesse du peuple. Il est atteint de cécité en 1873 et mourut à l'âge de 69 ans. 